# Diomede (Alaska)
Diomede – miasto położone na Little Diomede Island w okręgu Nome na Alasce. W języku rdzennych mieszkańców nazywane jest Iŋaliq. Little Diomede Island jest jedną z dwóch wysp Diomedesa położonych na środku cieśniny Beringa, pomiędzy Alaską a Czukotką i znajduje się w odległości ok. 0,97 km od międzynarodowej linii zmiany daty. 

## Historia
Według niektórych archeologów obecna lokalizacja miasta liczy sobie przynajmniej 3000 lat. Początkowo znajdowało się tam letnie obozowisko myśliwych, które z czasem przekształciło się w osadę. Pierwsi zachodni badacze, którzy dotarli w to miejsce, odkryli rozwiniętą już kulturę Innuicką, opartą na wielorybnictwie i związanych z tym ceremoniach.

### 1648–1867
Pierwszym zachodnim odkrywcą, który dotarł na wysp Diomede był w 1648 roku rosyjski badacz Siemion Dieżniow. Z kolei 16 sierpnia 1728 roku dopłynął do nich duński nawigator Vitus Bering, który nadał im nazwę po św. Diomedesie, męczenniku rosyjskiego kościoła prawosławnego.
Kiedy w 1867 roku Stany Zjednoczone kupiły od Rosji Alaskę nową granicę ustanowiono pomiędzy wyspami, z których większa przypadła Rosji, a mniejsza USA.

### 1880–1920
Według podróżnika Johna Muira, kiedy przybył na wyspę w latach 80. XIX wieku tubylcy, których spotkał byli gotowi handlować wszystkim co posiadali. Wioska została ulokowana na stromym zboczu spadającym wprost do morza, a większość chat zbudowana była z kamieni i pokryta skórami. Według relacji Muira z pewnej odległości wyglądały jak sterty kamieni z filarami z kości wielorybów, na których tubylcy umieszczali swoje łodzie.
Gdy pod koniec XIX wieku na Alasce wybuchła gorączka złota, mieszkańcy osady wraz z poszukiwaczami złota przenieśli się do Nome. Tam przez jakiś czas handlowali różnymi rzeczami i gromadzili zapasy zanim powrócili do swojej osady.

### Lata 40.
Po zakupie Alaski przez USA w 1867 r., wiele rodzin mieszkających na obu wyspach zostało rozdzielonych, ale zachowało stosunkowo ścisłe relacje. Pomimo oficjalnych zakazów Innuici wielokrotnie się odwiedzali (czasem płynąc pod osłoną mgły) i wymieniali z krewnymi niewielkie podarki. Miejscowi nauczyciele z Little Diomede Island policzyli, że między styczniem a lipcem 1944 roku ich wyspę odwiedziło 178 mieszkańców z Dużej Diomedy oraz z Syberii.
Kiedy pod koniec lat 40. rozpoczęła się zimna wojna, Sowieci przekształcili Dużą Diomede w bazę wojskową, a wszystkich jej mieszkańców przesiedlili na stały ląd.

### Lata 50.
W latach 1953–1954 postanowiono dostosować nauczanie w szkole do miejscowych potrzeb, dlatego nauka odbywała się w wakacje oraz niektóre weekendy. Chciano w ten sposób zrealizować program szkolny, zanim rozpoczną się wiosenne migracje morsów i sezon polowań. Głównym językiem, w którym prowadzono lekcje, był wówczas Inupiat, ale nauczano także po angielsku. 
W latach 50. jedynym sposobem komunikacji ze światem zewnętrznym pozostawało radio, a sytuacja braku opieki medycznej została nieco poprawiona przez podstawowe lekarstwa przywożone przez sezonowych nauczycieli.

### Lata 70.
W związku ze stopniowym rozwojem osady i napływem stałych osadników 28 października 1970 roku miejscowość otrzymała status miasta.

### Lata 90.
Po zakończeniu zimnej wojny, na początku lat 90., powrócił pomysł połączenia rozdzielonych rodzin. W 1994 roku mieszkańcy Little Diomede Island zebrali pieniądze oraz artykuły spożywcze, by przygotować powitanie blisko stu przyjaciół i krewnych z Syberii, których po wielu latach rozłąki znów mogli zobaczyć.

## Demografia
Według spisu ludności z 2000 r. miasto liczyło 146 mieszkańców, 43 gospodarstwa domowe i 31 rodzin. Gęstość zaludnienia wyniosła 51,4 osób na km². Rdzenni mieszkańcy stanowili 92,47%, biali – 6,16%, a pozostałe nacje – 1,37%.
Dzieci poniżej osiemnastego roku życia stanowiły 43,8% populacji, osoby od 18 do 24 roku życia 7,5%, od 25 do 44 lat – 25,3%, od 45 do 64 – 17,1%, a osoby powyżej 65 lat – 6,2%. Średni wiek wyniósł 22 lat, a na każde 100 kobiet przypadało 114 mężczyzn.
Średni dochód gospodarstw domowych wyniósł 23 750 dolarów, a średni dochód rodzin 24 583 dolarów. Około 35% mieszkańców żyło poniżej granicy ubóstwa.

## Społeczność

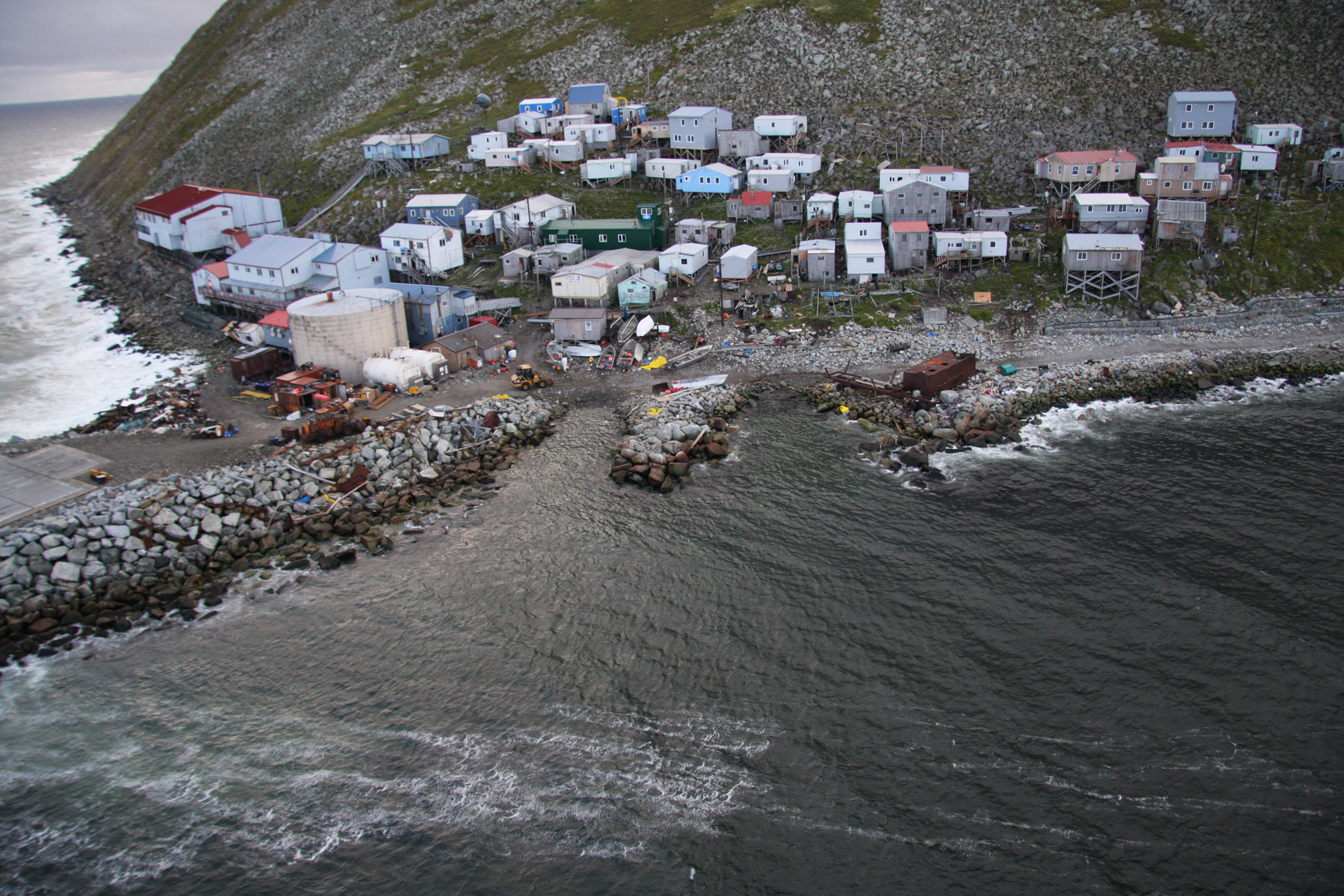
Diomede

Według Arthura Ahkinga, który w latach 40. mieszkał na wyspie, Innuici utrzymywali się głównie z polowań i wytwarzania rzeźb z kości wieloryba, którą później handlowali. Zimą nosili skórzane kurtki i futra z upolowanych zwierząt. W wolnym czasie jeździli na łyżwach, sankach, grali w futbol i piłkę ręczną, a wieczorami gromadzili się razem i opowiadali sobie żarty oraz stare opowieści. Latem z kolei ładowali skóry na łodzie i płynęli handlować nimi na Alaskę lub na Syberię.
Wszystko zaczęło się zmieniać wraz z napływem zachodnich badaczy oraz misjonarzy. Pierwszym kwadratowym budynkiem na wyspie był mały katolicki kościół zaprojektowany przez ojca Bellarmine Lafortune’a w 1935 roku, a zbudowanym przez ojca Thomasa Cunninghama podczas jego pobytu na wyspie w latach 1936–1947. Powstał on z darów otrzymanych od mieszkańców Nome. Kolejnym budynkiem była szkoła z jedną klasą lekcyjną, która służyła także za dom dla nauczyciela i jego rodziny. 3 marca 1979 roku ojciec Thomas oraz brat Ignatius Jakes zakończyli budowę nowego kościoła.
Obecnie na wyspie znajduje się około 30 budynków, większość z nich (głównie domy) postawiono w latach 70. i 80. XX wieku. Zbudowano także pralnię z prysznicami i klinikę z podstawową opieką medyczną. Na wyspie znajduje się także biblioteka szkolna, lądowisko dla śmigłowców, telewizyjna antena satelitarna, a mieszkańcy mają dostęp do telewizji, faksu oraz Internetu. Nie ma za to żadnego banku ani restauracji, a główny sklep na wyspie ma zapasy ograniczone głównie do jedzenia, napojów, ubrań, broni, amunicji oraz paliwa. Wszelkie inne potrzebne produkty sprowadzane są ze sklepów w Anchorage. Z kolei import i sprzedaż alkoholu, podobnie jak w wielu innych eskimoskich miejscowościach, jest zabroniony.